# UPSIDE DOWN (藤井フミヤの曲)
『UPSIDE DOWN』（アップサイド ダウン）は藤井フミヤの19枚目のシングル。2001年5月23日にソニー・ミュージックアソシエイテッドレコーズからリリースされた。

## 概要
「Melody」はジャパンエキスポ 北九州博覧祭2001イメージソング。本作とアルバム『CLUB F』W購入特典プレゼント企画の応募券とコンサートツアーチケット先行予約案内が封入されていた。

## 収録曲
1. UPSIDE DOWN（4:45）
作詞：Fumiya ＆anis、作曲：Yasuyuki "Yatchi" Tanaka、編曲：Yukihiro Fukutomi
2. Dont You worry But …（4:44） 
作詞：Akifumi Shiota、作曲・編曲：Ryuichiro Yamaki
3. Melody（5:03） 
作詞：Fumiya、作曲：Shingo Hibino、編曲：Yoshifumi Iio